# Крајковац
Крајковац је насеље у Србији у општини Мерошина у Нишавском округу. Према попису из 2022. било је 387 становника (према попису из 1991. било је 704 становника).
Овде се налази Предео изузетних одлика Таткова земуница.

## Демографија
У насељу Крајковац живи 500 пунолетних становника, а просечна старост становништва износи 45,2 година (42,9 код мушкараца и 47,7 код жена). У насељу има 187 домаћинстава, а просечан број чланова по домаћинству је 3,25.
Ово насеље је великим делом насељено Србима (према попису из 2002. године), а у последња три пописа, примећен је пад у броју становника.
|  |

| Демографија | Демографија | Демографија |
| Година      | Становника  | Становника  |
| ----------- | ----------- | ----------- |
| 1948.       | 872         |             |
| 1953.       | 933         |             |
| 1961.       | 950         |             |
| 1971.       | 881         |             |
| 1981.       | 806         |             |
| 1991.       | 704         | 699         |
| 2002.       | 607         | 628         |

| Етнички састав према попису из 2002.‍ | Етнички састав према попису из 2002.‍ | Етнички састав према попису из 2002.‍ | Етнички састав према попису из 2002.‍ | Етнички састав према попису из 2002.‍ |
| ------------------------------------ | ------------------------------------ | ------------------------------------ | ------------------------------------ | ------------------------------------ |
|                                      |                                      |                                      |                                      |                                      |
| Срби                                 | Срби                                 |                                      | 588                                  | 96,86%                               |
| Роми                                 | Роми                                 |                                      | 13                                   | 2,14%                                |
| Црногорци                            | Црногорци                            |                                      | 1                                    | 0,16%                                |
| Бугари                               | Бугари                               |                                      | 1                                    | 0,16%                                |
| непознато                            | непознато                            |                                      | 1                                    | 0,16%                                |

| Година пописа     | 1948. | 1953. | 1961. | 1971. | 1981. | 1991. | 2002. |
| ----------------- | ----- | ----- | ----- | ----- | ----- | ----- | ----- |
| Број домаћинстава | 119   | 130   | 162   | 186   | 198   | 197   | 187   |

| Број чланова      | 1  | 2  | 3  | 4  | 5  | 6  | 7  | 8 | 9 | 10 и више | Просек |
| ----------------- | -- | -- | -- | -- | -- | -- | -- | - | - | --------- | ------ |
| Број домаћинстава | 29 | 58 | 34 | 16 | 22 | 14 | 10 | 4 | 0 | 0         | 3,25   |

| Пол    | Укупно | Неожењен/Неудата | Ожењен/Удата | Удовац/Удовица | Разведен/Разведена | Непознато |
| ------ | ------ | ---------------- | ------------ | -------------- | ------------------ | --------- |
| Мушки  | 253    | 59               | 161          | 26             | 6                  | 1         |
| Женски | 257    | 19               | 172          | 61             | 5                  | 0         |
| УКУПНО | 510    | 78               | 333          | 87             | 11                 | 1         |

| Пол    | Укупно                    | Пољопривреда, лов и шумарство | Рибарство                            | Вађење руде и камена | Прерађивачка индустрија       |
| ------ | ------------------------- | ----------------------------- | ------------------------------------ | -------------------- | ----------------------------- |
| Мушки  | 159                       | 74                            | 0                                    | 0                    | 33                            |
| Женски | 107                       | 84                            | 0                                    | 0                    | 8                             |
| УКУПНО | 266                       | 158                           | 0                                    | 0                    | 41                            |
| Пол    | Производња и снабдевање   | Грађевинарство                | Трговина                             | Хотели и ресторани   | Саобраћај, складиштење и везе |
| Мушки  | 1                         | 16                            | 6                                    | 2                    | 4                             |
| Женски | 1                         | 0                             | 0                                    | 0                    | 1                             |
| УКУПНО | 2                         | 16                            | 6                                    | 2                    | 5                             |
| Пол    | Финансијско посредовање   | Некретнине                    | Државна управа и одбрана             | Образовање           | Здравствени и социјални рад   |
| Мушки  | 0                         | 4                             | 6                                    | 0                    | 2                             |
| Женски | 0                         | 0                             | 2                                    | 2                    | 6                             |
| УКУПНО | 0                         | 4                             | 8                                    | 2                    | 8                             |
| Пол    | Остале услужне активности | Приватна домаћинства          | Екстериторијалне организације и тела | Непознато            | Непознато                     |
| Мушки  | 9                         | 0                             | 0                                    | 2                    | 2                             |
| Женски | 2                         | 0                             | 0                                    | 1                    | 1                             |
| УКУПНО | 11                        | 0                             | 0                                    | 3                    | 3                             |